# Walter Muls
Walter Muls (Schaarbeek, 13 april 1961) is een Belgisch advocaat en voormalig politicus voor spirit.

## Levensloop
Muls studeerde in 1986 af als licentiaat in de rechten aan de Vrije Universiteit Brussel, waarna hij zijn legerdienst vervulde. Sinds 1987 is hij advocaat aan de Balie van Brussel, waarbij hij zich ging toeleggen op strafrecht, administratief recht, burgerlijk recht en handelsrecht. Daarnaast was hij een tijdlang lesgever strafrecht aan de Stageschool van de Nederlandse Orde van Advocaten.
In 1979 sloot Muls zich aan bij VUJO, de Volksunie-Jongeren. Van 1989 tot 1992 was hij nationaal voorzitter van VUJO. Na de splitsing van de Volksunie in 2001 koos hij voor aansluiting bij het links-liberale Spirit. Na de federale verkiezingen van mei 2003, waarbij hij als tweede opvolger op de Kamerlijst van het kartel sp.a-Spirit in de kieskring Brussel-Halle-Vilvoorde stond, ging hij in juli dat jaar zetelen in de Kamer van volksvertegenwoordigers als opvolger van Bert Anciaux. Muls was er van 2003 tot 2007 lid van de commissie Justitie en het adviescomité voor wetenschappelijke en technologische vraagstukken en nam later tevens zitting in de commissie Landsverdediging. Bij de federale verkiezingen van juni 2007 stelde hij zich niet langer kandidaat.
Sinds 2020 is Muls lid van de Hoge Raad voor de Justitie.
Hij is lid van de Marnixring.